# Joy Ogwu
Joy Ogwu, née le 22 août 1946, est une femme politique nigériane, ministre en 2006-2007, puis diplomate aux Nations unies. 

## Parcours
Née en 1946, Joy Ogwu effectue des études en sciences politiques à l'université Rutgers. Elle obtient ensuite un doctorat de l'université de Lagos au Nigeria en 1997.
Elle entame sa carrière professionnelle en tant que maître de conférences assistante au National War College,  dans l'État de Kadunan au Nigéria, et au National Institute of Policy and Strategic Studies (NIPPS), à Jos, dans l'État de Plateau. Elle rejoint les services de l'Institut des affaires internationales (NIIA), à la suite de l'obtention de son doctorat en 1977, en y dirigeant le département de recherche en politique internationale. Puis elle est nommée au poste de directeur général du NIIA. 
Elle est ministre des Affaires étrangères du 30 août 2006 au 26 juillet 2007. Début 2007, elle se voit proposer par le président nigérian Olusegun Obasanjo d'être la candidate du Nigéria à la présidence de la Commission de l'Union africaine, proposition qu'elle décline. À partir de  2008, et jusqu'en 2017, elle est la représentante du Nigeria à l'ONU et exerce à ce titre, en 2015, la présidence tournante du Conseil de sécurité des Nations unies.